# Гам (сельское поселение)
Гам — административно-территориальная единица (административная территория село с подчинённой ему территорией) и муниципальное образование (сельское поселение с полным официальным наименованием муниципальное образование сельского поселения «Гам») в составе муниципального района Усть-Вымского в Республике Коми Российской Федерации.
Административный центр — село Гам.

## История
Статус и границы административной территории установлены Законом Республики Коми от 6 марта 2006 года № 13-РЗ «Об административно-территориальном устройстве Республики Коми».
Статус и границы сельского поселения установлены Законом Республики Коми от 5 марта 2005 года № 11-РЗ «О территориальной организации местного самоуправления в Республике Коми».

## Население
| 2010 | 2011 | 2012 | 2013 | 2014 | 2015 | 2016 |
| ---- | ---- | ---- | ---- | ---- | ---- | ---- |
| 739  | ↘734 | ↗755 | ↗759 | ↘752 | ↘727 | ↘707 |
| 2017 | 2018 | 2019 | 2020 | 2021 |      |      |
| ↘684 | ↘676 | ↘656 | ↘634 | ↗664 |      |      |

## Состав
Состав административной территории и сельского поселения:
| № | Населённый пункт | Тип населённого пункта       | Население |
| - | ---------------- | ---------------------------- | --------- |
| 1 | Арабач           | деревня                      | 115       |
| 2 | Богомолово       | деревня                      | 11        |
| 3 | Гам              | село, административный центр | 208       |
| 4 | Гамлакост        | деревня                      | 9         |
| 5 | Ёль              | деревня                      | 8         |
| 6 | Камсамас         | деревня                      | 11        |
| 7 | Кебырыб          | деревня                      | 30        |
| 8 | Кырув            | деревня                      | 55        |
| 9 | Яг               | деревня                      | 292       |